# 펠릭스 크로스
펠릭스 크로스(독일어: Felix Kroos, 1991년 3월 12일 - )는 독일의 은퇴한 축구 선수로, 토니 크로스의 남동생이다.